# أميل جيفرسون
أميل أو جيفرسون (من مواليد 7 مايو 1993) هو لاعب كرة سلة أمريكي محترف لفريق غلطة سراي لكرة السلة الدوري التركي لكرة السلة (BSL). لعب كرة السلة الجامعية لفريق دوق بلو ديفلز للرجال وعمل كقائد لثلاثة مواسم ، بما في ذلك فريق بطولة NCAA 2014-15.